# Usina Hidrelétrica de Itaipu
Usina Hidrelétrica de Itaipu (em castelhano:  Itaipú, em guarani:  Itaipu) é uma hidrelétrica binacional localizada no Rio Paraná, na fronteira entre o Brasil e o Paraguai. A barragem foi construída pelos dois países entre 1975 e 1982. O nome Itaipu foi tirado de uma ilha que existia perto do local de construção. Na língua tupi, o termo significa "pedra na qual a água faz barulho", através da junção dos termos itá (pedra), i (água) e pu (barulho). Quando foi concluída, era a maior barragem do mundo, título que manteve por 21 anos até a construção da Hidrelétrica das Três Gargantas, na China, em 2003.
A usina é operada pela empresa Itaipu Binacional, dividindo com Três Gargantas o primeiro lugar em geração anual de energia limpa, tendo produzido mais de 2,5 bilhões de megawatts-hora (MWh) desde o início de sua operação. Três Gargantas produziu cerca de 800 milhões de MWh desde o início de sua operação, com uma potência instalada 60% maior do que a de Itaipu (22,5 mil MW contra 14 mil MW).
Em termos de recorde anual de produção de energia, a usina de Itaipu ocupa o primeiro lugar ao superar seu próprio recorde que era de 98,6 milhões de MWh. Em 2016, a usina de Itaipu Binacional realizou um feito histórico ao produzir, em um único ano calendário, mais de 100 milhões de MWh de energia limpa e renovável. No total, em 2016, foram produzidos 103 098 366 MWh de energia.
O seu lago possui uma área de 1 350 km2, indo de Foz do Iguaçu, no Brasil e Ciudad del Este, no Paraguai, até Guaíra e Salto del Guairá, 150 km ao norte. Possuindo 20 unidades geradoras de 700 MW cada e projeto hidráulico de 118 m, Itaipu tem uma potência de geração (capacidade) de 14 mil MW. É um empreendimento binacional administrado por Brasil e Paraguai no rio Paraná na seção de fronteira entre os dois países, a 15 km ao norte da Ponte da Amizade. A Usina de Itaipu fazia parte da lista oficial de candidatas para as Sete Maravilhas do Mundo Moderno, elaborada em 1995 pela revista Popular Mechanics, dos Estados Unidos, mas não ganhou o título.

## Etimologia
Itaipu é uma palavra de origem tupi-guarani que significa "pedra que canta", através da junção de itá = pedra e ipo'ú = cantora, ou então "pedra na qual a água faz barulho", através da junção de itá (pedra), y (água, rio), e pu (barulho). Era o nome da pequena ilha que havia no atual local da usina, antes da obra.

## História

### Projeto

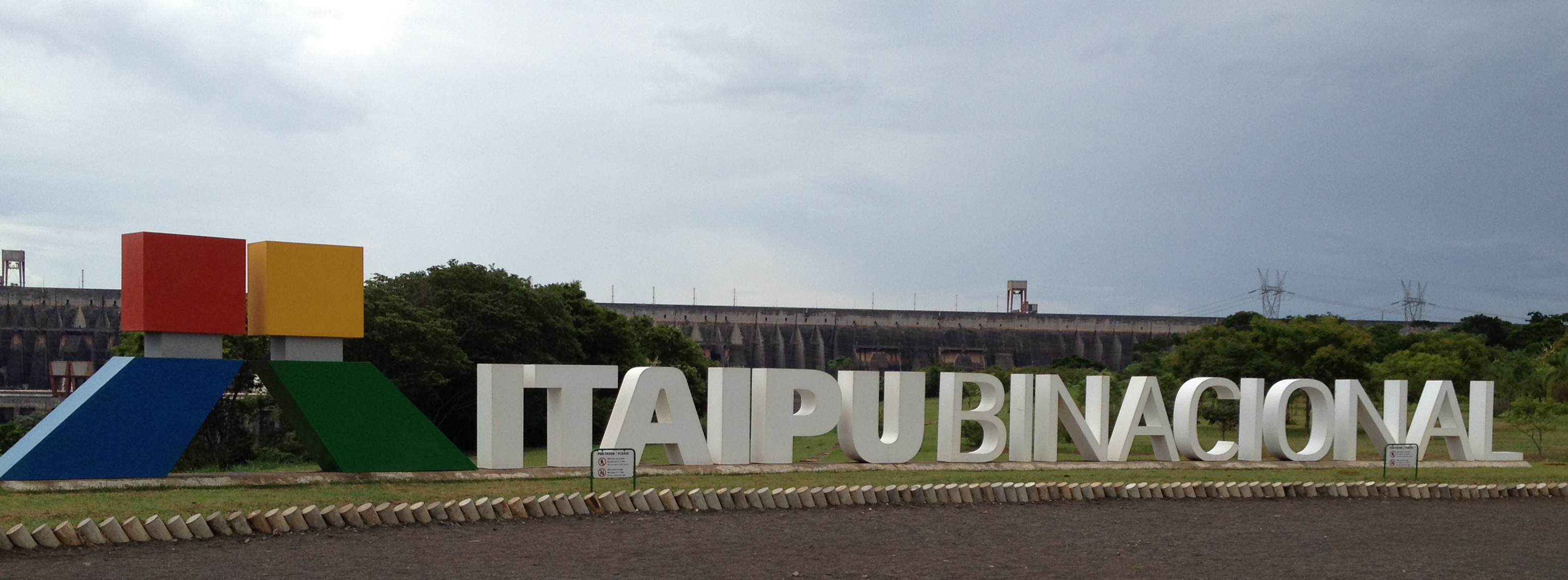
Símbolo de Itaipu Binacional.

A usina hidrelétrica de Itaipu começou a ser pensada ainda na década de 1960, quando foram assinados os primeiros acordos de cooperação entre Brasil e Paraguai. Em 22 de julho de 1966, os ministros das Relações Exteriores do Brasil, Juracy Magalhães, e do Paraguai, Sapena Pastor, assinaram a "Ata do Iguaçu", uma declaração conjunta de interesse mútuo para estudar o aproveitamento dos recursos hídricos dos dois países, no trecho do Rio Paraná "desde e inclusive o Salto de Sete Quedas até a foz do Rio Iguaçu".
As primeiras pesquisas de campo para a elaboração do projeto foram feitas em pequenas balsas por técnicos brasileiros e paraguaios. O local escolhido para a construção foi um ponto do rio conhecido como Itaipu, que em tupi quer dizer "a pedra que canta". As dimensões do projeto também foram traçadas desde o início: a área da hidrelétrica vai de Foz do Iguaçu, no Brasil, e Ciudad del Este, no sul do Paraguai, até Guaíra e Salto del Guairá, no norte deste país.
A formalização do empreendimento se deu com a assinatura do Tratado de Itaipu em 1973, que estabeleceu os pontos para o financiamento da obra e a operação da empresa, num modelo de sociedade binacional, pertencente às duas nações em partes iguais. O Tratado previa “o aproveitamento hidrelétrico dos recursos hídricos do Rio Paraná, pertencentes em condomínio aos dois países, desde e inclusive o Salto Grande de Sete Quedas ou Salto de Guaíra até a Foz do Rio Iguaçu”. Pelo documento, cada um dos países tem direito a 50% da energia produzida. Caso uma das partes não use toda a cota, deve vender o excedente ao parceiro a preço de custo.

### Construção

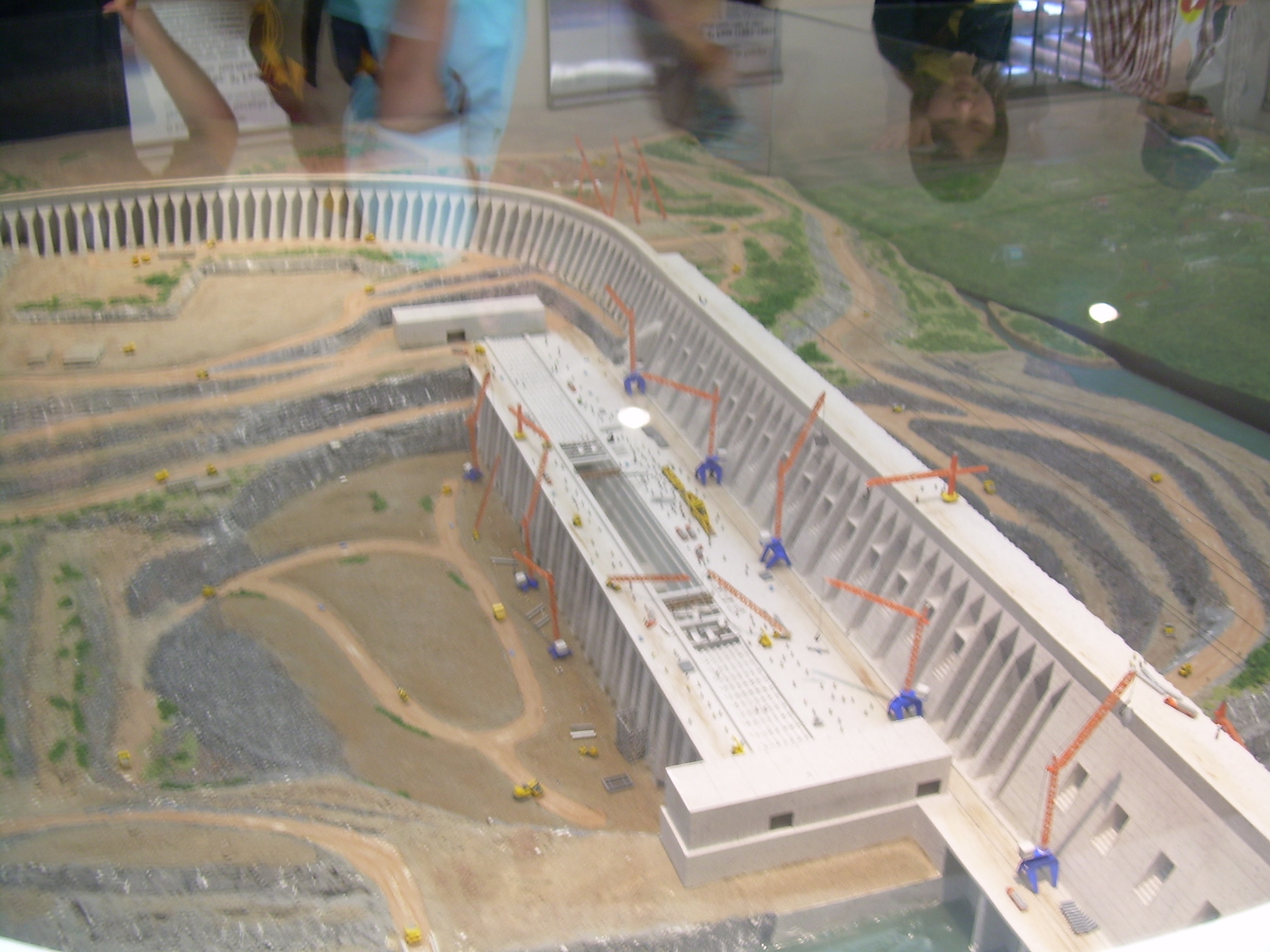
Maquete da usina durante a sua construção.

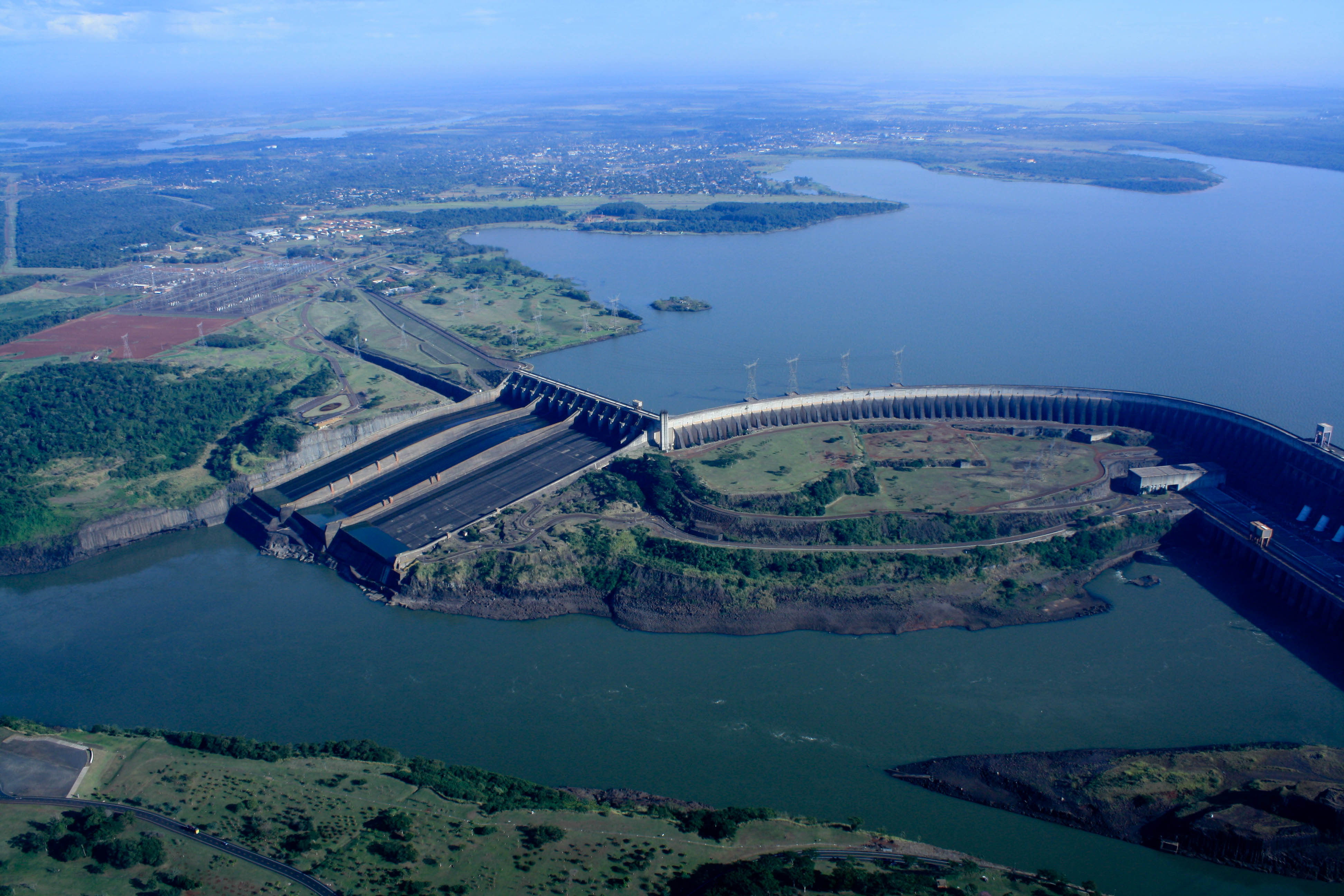
Fotografia aérea da usina.

Em 1970, o consórcio formado pelas empresas PNC e ELC Electroconsult (da Itália) venceu a concorrência internacional para a realização dos estudos de viabilidade e para a elaboração do projeto da obra. O início do trabalho se deu em fevereiro de 1971. Em 26 de abril de 1973, Brasil e Paraguai assinaram o Tratado de Itaipu, instrumento legal para o aproveitamento hidrelétrico do Rio Paraná pelos dois países. Em 17 de maio de 1974, foi criada a entidade Itaipu Binacional, para gerenciar a construção da usina. O início efetivo das obras ocorreu em janeiro de 1975. Um consórcio de construtoras, liderado pela Andrade Gutierrez, executou o projeto.
Entre 1975 e 1978, mais de 9 mil casas e um hospital foram construídos nas margens do rio Paraná para abrigar os trabalhadores que construíam a usina. Na época da construção, Foz do Iguaçu era uma cidade com apenas duas ruas asfaltadas e cerca de 20 mil habitantes. Em dez anos, a população aumentou para 101 447 pessoas.
A obra levou 10 anos para ser concluída e aglutinou cerca de 40 mil trabalhadores. Foram usadas mais de 50 milhões de toneladas de terra e rocha, que foram escavadas para ser feito o deslocamento do curso do rio Paraná, o sétimo maior do mundo. A quantidade de concreto usado para construir a usina seria suficiente para erguer 210 estádios do tamanho do Maracanã, sendo que a quantidade total de ferro e o aço utilizados no empreendimento poderia ser usada para construir 380 Torres Eiffel. O volume de escavação de terra e rocha em Itaipu é 8,5 vezes maior que o do Eurotúnel e o volume de concreto é 15 vezes maior.

#### Denúncias de corrupção e violações de direitos humanos

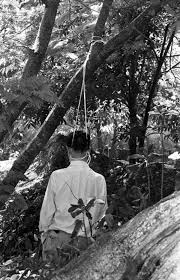
Embaixador José Jobim assassinado

Envolvendo uma quantidade expressiva de recursos públicos, o processo de construção de Itaipu é envolto de denúncias de corrupção relacionadas a agentes públicos e empresas de construção. Em razão da censura e repressão estatal existente durante o período da Ditatura Militar no Brasil, entretanto, a imprensa estava impossibilitada de publicar notícias a respeito do assunto. Um caso notório é o assassinato do ex-embaixador brasileiro José Jobim. Em 15 de março de 1979 durante cerimônia de posse do ex-presidente e ditador João Batista Figueiredo, Jobim teria comentado a amigos que estaria escrevendo um livro de memórias, incluindo detalhes sobre superfaturamento da construção da Usina Hidrelética de Itaipu. Uma semana após a cerimônia, em 22 de março, foi sequestrado e teve seu corpo localizado dois dias depois, com o pescoço pendurado num galho de uma árvore com uma corda de náilon. Em 2018, a Comissão Especial de Mortos e Desaparecidos Políticos (CEMDP) retificou seu atestado de óbito, esclarecendo que o diplomata, com 69 anos, foi vítima de um “crime de Estado”, consumado por “motivação exclusivamente política”.

### Acordo Tripartite
No dia 14 de outubro de 1978, foi aberto o canal de desvio do Rio Paraná, que permitiu secar um trecho do leito original do rio para ali ser construída a barragem principal, em concreto. Outro marco importante, na área diplomática, foi a assinatura do Acordo Tripartite entre Brasil, Paraguai e Argentina, em 19 de outubro de 1979, para aproveitamento dos recursos hidráulicos no trecho do Rio Paraná desde as Sete Quedas até a foz do Rio da Prata. Este acordo estabeleceu os níveis do rio e as variações permitidas para os diferentes empreendimentos hidrelétricos na bacia comum aos três países. À época, quando os três países eram governados por ditaduras militares, havia o temor que o Brasil em um eventual conflito com a Argentina, abrisse completamente as comportas de Itaipu, aumentando os níveis de água do Rio da Prata e inundando a cidade de Buenos Aires. Entretanto, caso houvesse o rompimento da represa de Itaipu, na verdade boa parte da água seria absorvida pela profunda calha do Rio Paraná poucos quilômetros depois da barragem e a Argentina ainda estaria protegida pela represa da Usina de Yacyretá, localizada 400 km abaixo de Itaipu.

### Inauguração e expansão
O reservatório da usina começou a ser formado em 13 de outubro de 1982, quando foram concluídas as obras da barragem e as comportas do canal de desvio foram fechadas. Nesse período, as águas subiram 100 metros e chegaram às comportas do vertedouro às 10 horas do dia 27 de outubro, devido às chuvas fortes e enchentes que ocorreram na época. Em 5 de maio de 1984, entrou em operação a primeira unidade geradora de Itaipu. As 20 unidades geradoras foram sendo instaladas ao ritmo de duas a três por ano.

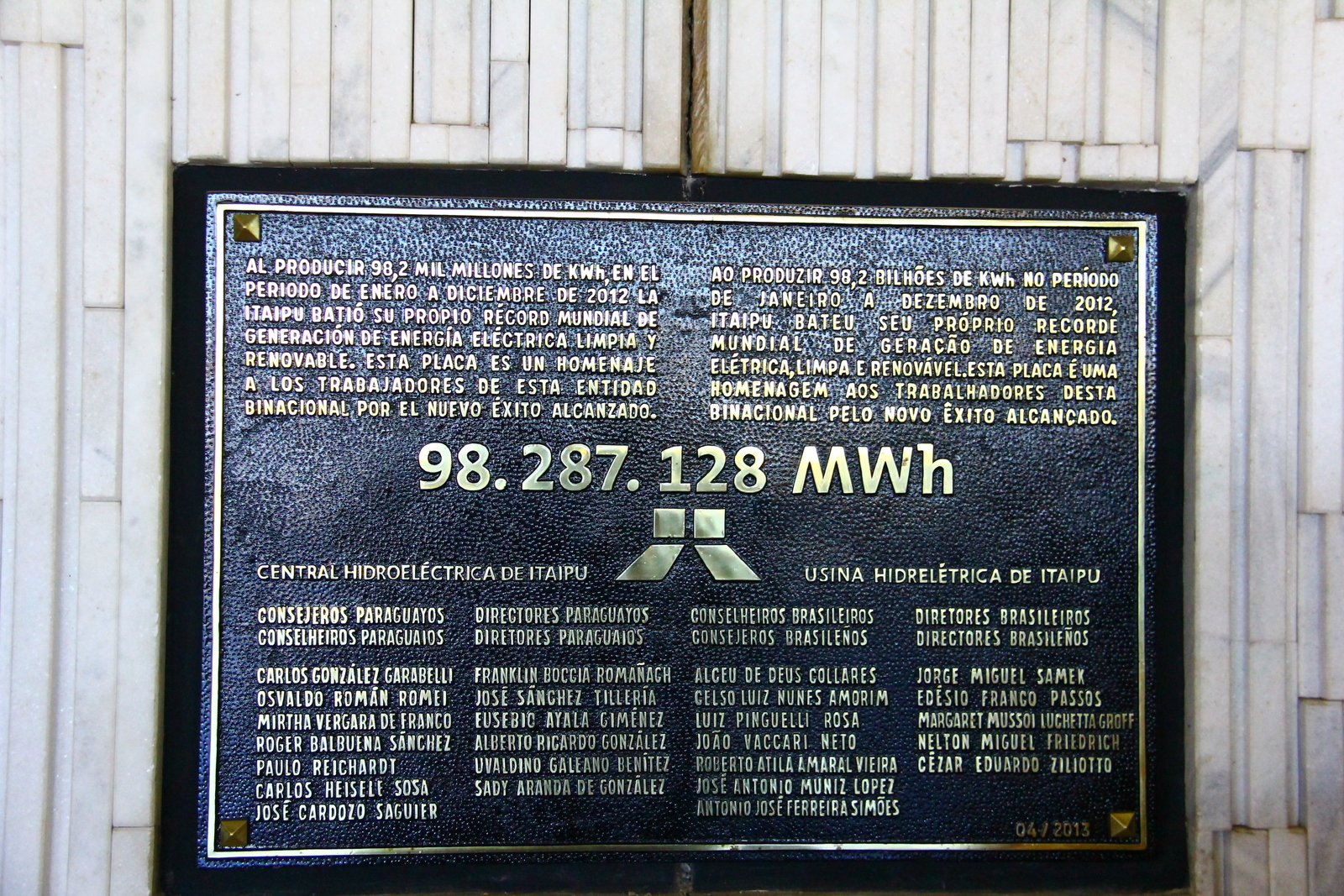
Placa comemorativa em alusão ao recorde de produção de energia.

As duas últimas das 20 unidades geradoras projetadas entraram em operação entre setembro de 2006 e março de 2007, elevando a capacidade instalada de Itaipu para 14 mil MW, concluindo a execução da obra. Este aumento da capacidade permite que 18 unidades geradoras permaneçam gerando energia o tempo todo, enquanto duas permanecem em manutenção.
A capacidade de geração da usina é de 14 GW por ano, sendo que a potência nominal de cada unidade geradora (turbina e gerador) é de 700 MW. No entanto, devido ao fato de a queda bruta real ser um pouco maior do que a queda bruta projetada, a potência disponível em cada unidade geradora é de aproximadamente 750 MW na maior parte do tempo, aumentando a capacidade de geração de energia da usina. Em 2004, quando completou 20 anos de atividade, a usina já havia gerado energia suficiente para abastecer o mundo durante 36 dias.
Para efeito de comparação, a vazão média das Cataratas do Iguaçu teria capacidade para alimentar pouco mais de duas unidades geradoras. A Itaipu produz uma média de 90 milhões de megawatts-hora (MWh) por ano. Com o aumento da capacidade e em condições favoráveis do rio Paraná (chuvas em níveis normais em toda a bacia) a geração poderá chegar a 100 milhões de MWh em um ano.

### Renegociação do Tratado de Itaipu e blecaute

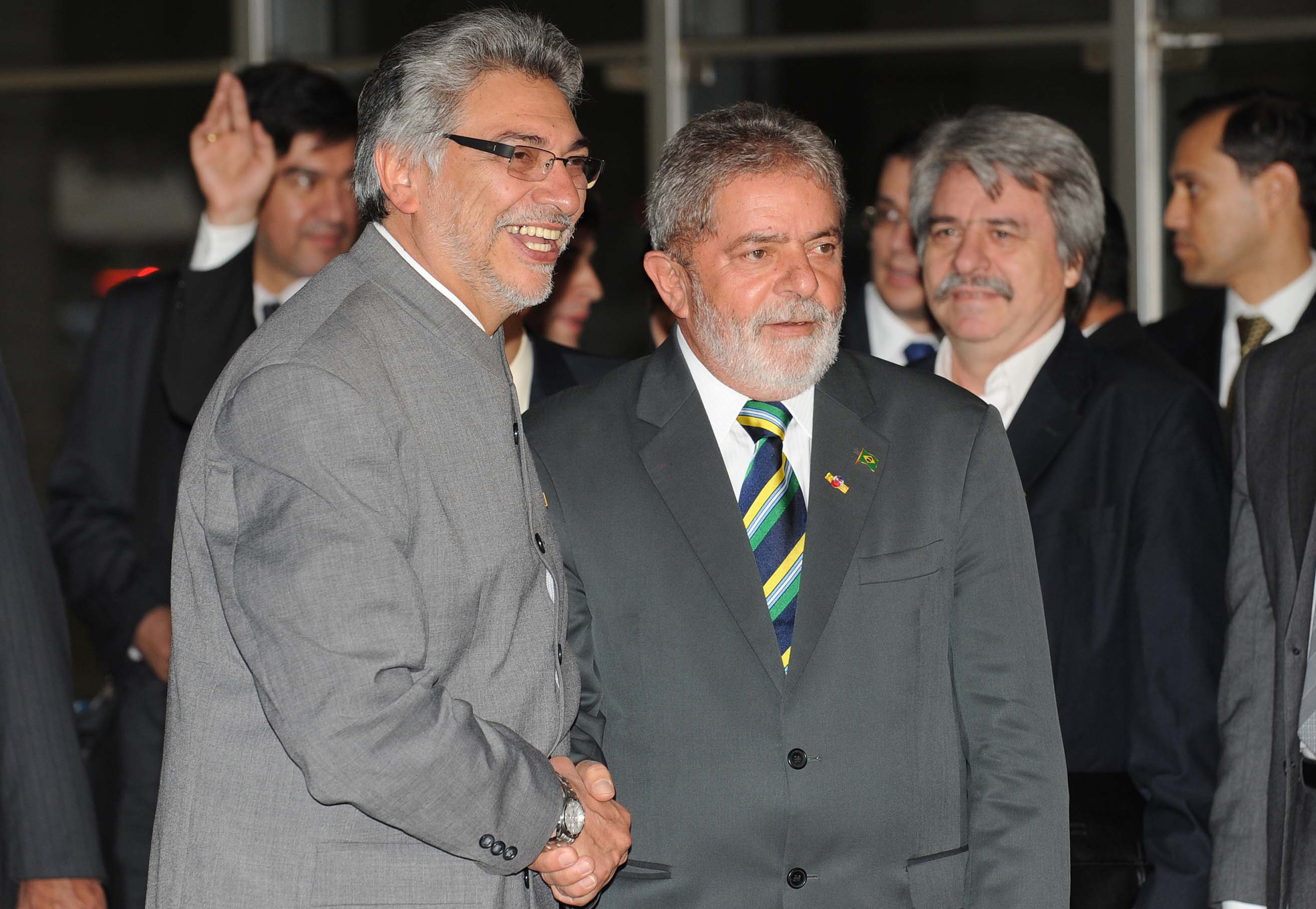
Fernando Lugo e Luiz Inácio Lula da Silva durante reunião no Palácio Itamaraty em 2009.

Os termos do tratado têm sido objeto de descontentamento generalizado por parte do Paraguai. O governo do presidente Fernando Lugo (2008-2012) prometeu renegociar os termos do tratado com o Brasil, que permaneceu por muito tempo hostil a qualquer tipo de renegociação. Em julho de 2009, houve uma renegociação do Tratado de Itaipu, pela qual o Brasil aceitou passar a pagar o triplo do que pagava ao Paraguai pelo direito de uso da eletricidade produzida por Itaipu. O direito de uso é um excedente ao preço da energia que é pago diretamente ao governo paraguaio, ou seja, não pode ser deduzido da dívida assumida pelo Paraguai. No total, entretanto o preço total da energia subiu de 45,31 dólares por MWh para 50,93 dólares por MWh. Ainda por esse acordo, o Brasil passou a permitir que o excedente da energia paraguaia seja vendido diretamente às empresas brasileiras, se assim preferirem os paraguaios.
Um grande blecaute de energia elétrica afetou 30% do território brasileiro e grande parte do Paraguai na noite de terça-feira, 10 de novembro de 2009. É considerado um dos maiores apagões ocorridos no Brasil, podendo ter a mesma grandeza ou ser até maior que o blecaute de 11 de março de 1999. O início do blecaute se deu às 22h13 em uma subestação de energia elétrica de Furnas, localizada no município de Ivaiporã, no Paraná, devido a problemas em três linhas de transmissão nos estados de São Paulo e Paraná, impedindo que a energia gerada pela usina de Itaipu pudesse ser transmitida para os consumidores brasileiros. O blecaute afetou vários municípios de 18 estados.

## Características

### Administração
A Itaipu Binacional é uma entidade binacional pertencente à República Federativa do Brasil e à República do Paraguai. Foi constituída pelo Tratado de Itaipu para a operação da usina hidrelétrica. Seu aspecto de empresa jurídica de direito privado binacional deve-se às ordens jurídicas de ambos os países às quais está submetida.
Os países possuem a mesma participação na entidade: a ENBPar possui 50% e a Administração Nacional de Eletricidade (Administración Nacional de Eletricidad, ANDE) com os outros 50%, representando o Brasil e o Paraguai respectivamente. Ambos indicam paritariamente os doze membros do Conselho de Administração. Dos seis membros de indicação brasileira, um é da ENBPar e outro do Ministério das Relações Exteriores. O Conselho elege a Diretoria Executiva também de forma paritária.

### Barragem e vazão

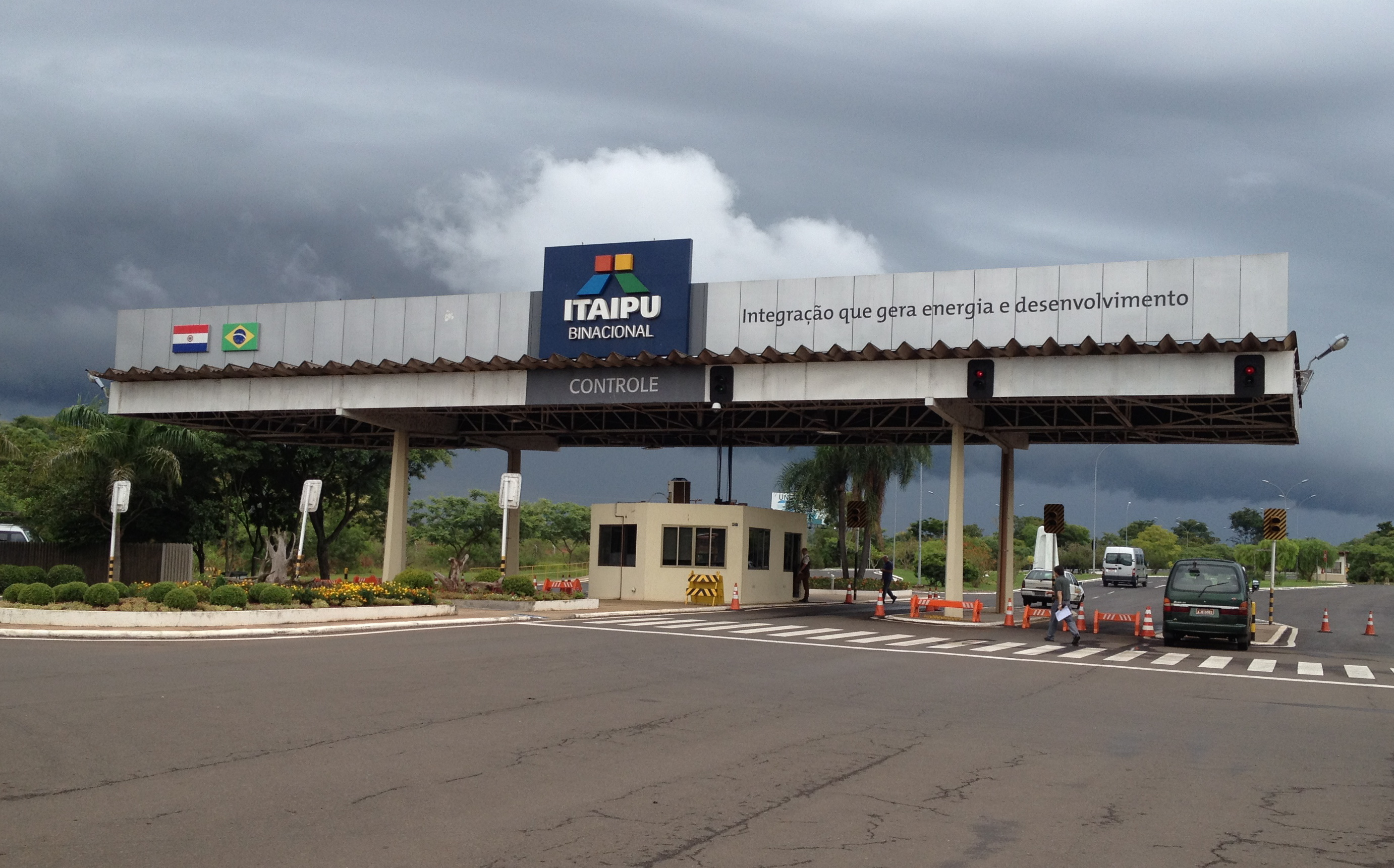
Entrada do complexo de Itaipu.

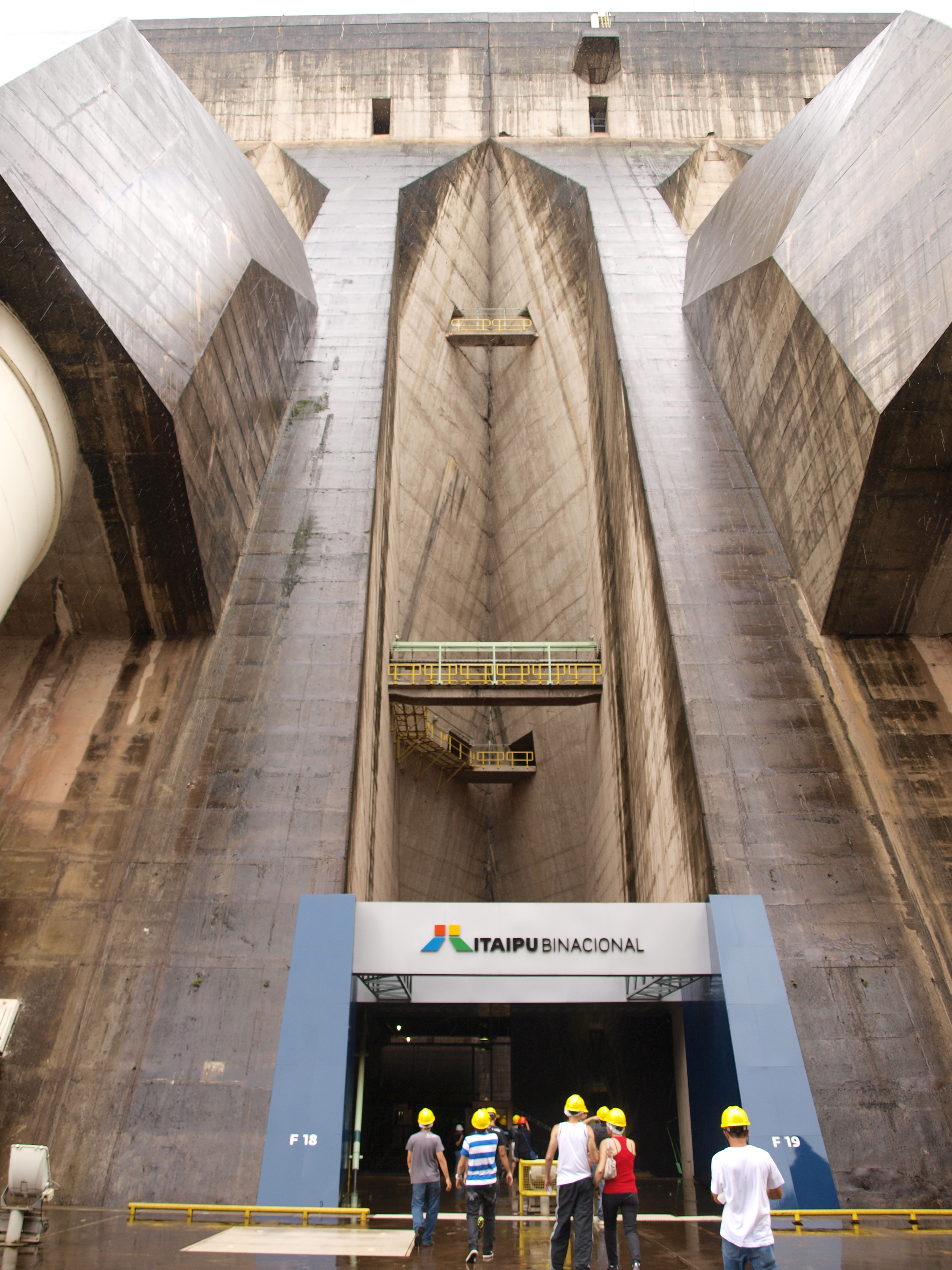
Entrada da usina.

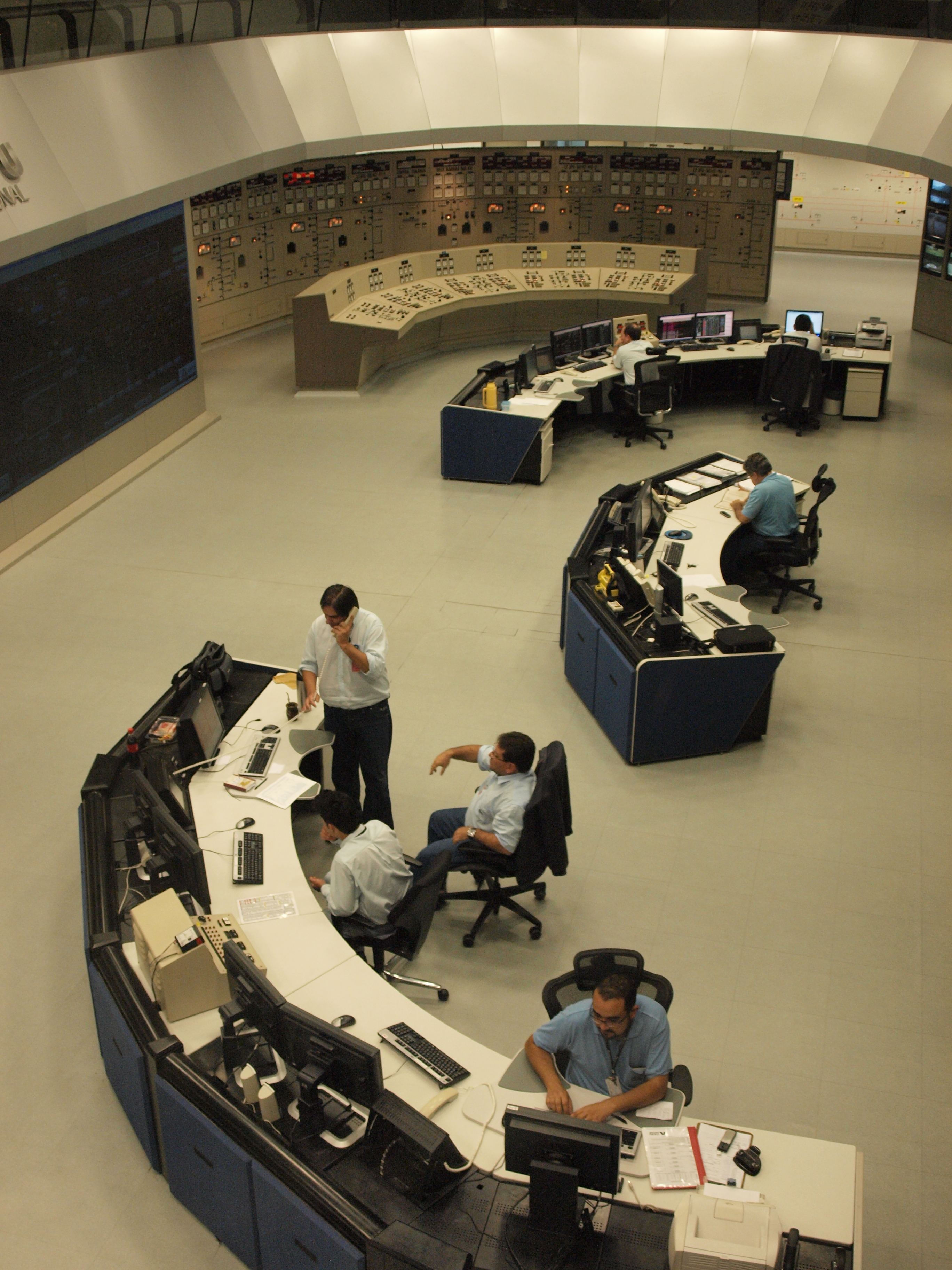
Sala de controle de Itaipu.

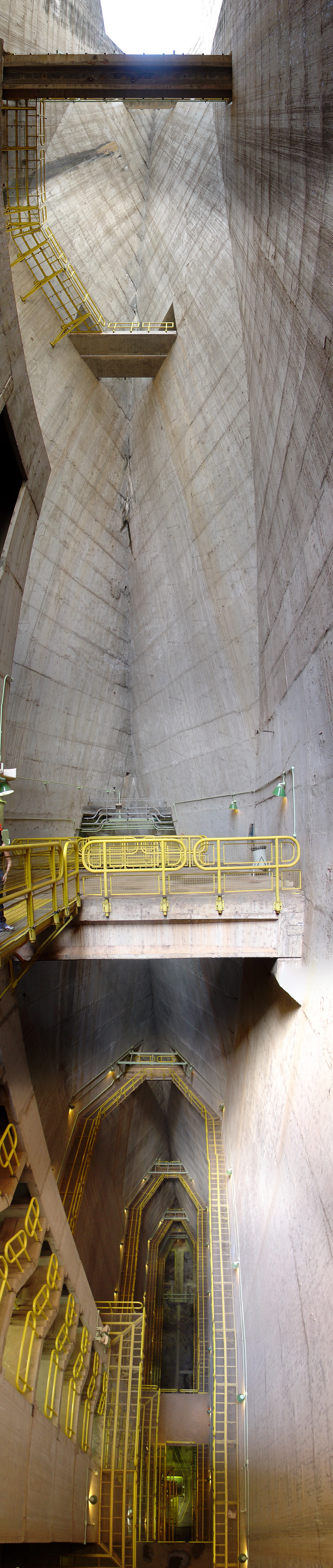
Espaço no interior da estrutura da Usina.

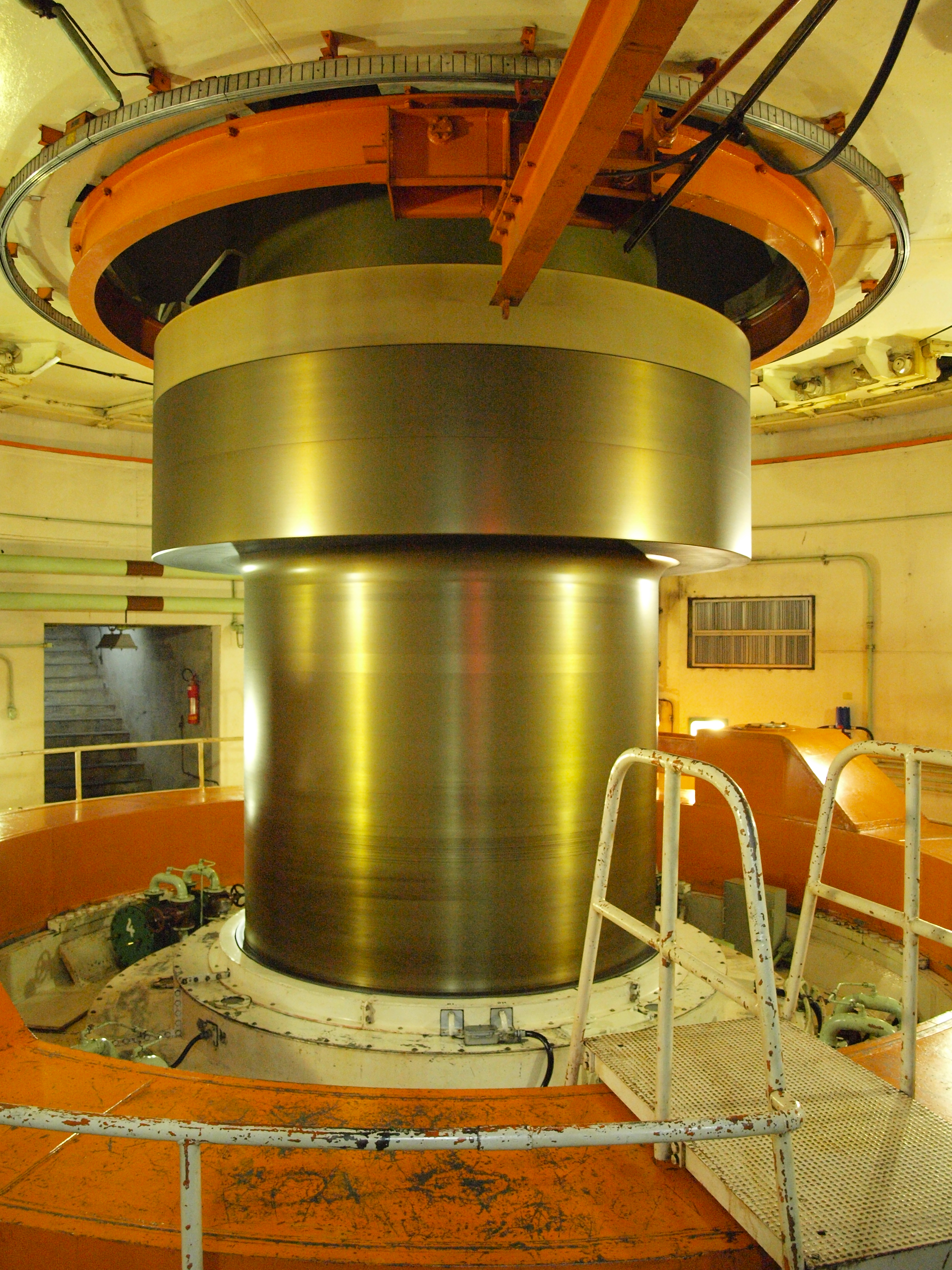
Eixo que acopla a turbina ao gerador.

O comprimento total da barragem é 7 919 metros. A elevação da crista é de 225 metros. A barragem de Itaipu é constituída basicamente por seis seções: barragem lateral direita, barragem principal, estrutura de desvio, barragem de terra direita, barragem de enrocamento e barragem de terra esquerda. A barragem principal tem 196 metros de altura, o que é equivalente a um prédio de 65 andares.
A vazão máxima do vertedouro de Itaipu é de 62,2 mil metros cúbicos de água por segundo, o que corresponde a 40 vezes a vazão média das Cataratas do Iguaçu. A vazão de duas turbinas de Itaipu (700 m3 de água por segundo cada) corresponde aproximadamente à vazão média das Cataratas do Iguaçu (cerca de 1,5 mil m3 de água por segundo).

### Geração de energia
Existem 20 unidades geradoras, sendo dez na frequência da rede elétrica paraguaia (50 Hz) e dez na frequência da rede elétrica brasileira (60 Hz). As unidades de 50 Hz têm potência nominal de 823,6 MVA, fator de potência de 0,85 e peso de 3 343 toneladas. As unidades de 60 Hz têm potência nominal de 737,0 MVA, fator de potência de 0,95 e peso de 3 242 toneladas. Todas as unidades têm tensão nominal de 18 kV. As turbinas são do tipo francis, com potência nominal de 715 MW e vazão nominal de 690 m3 por segundo. Uma subestação blindada em gás de hexafluoreto de enxofre (SF6), que permite uma grande compactação do projeto. Para cada grupo gerador existe um banco de transformadores monofásicos, elevando a tensão de 18 kV para 500 kV. O Brasil teria que queimar 536 mil barris de petróleo por dia para gerar em usinas termelétricas a potência de Itaipu.
Em 32 anos de operação, a Itaipu Binacional é líder mundial em produção de energia limpa e renovável, tendo produzido mais de 2,5 bilhões de MWh. Com 20 unidades geradoras e 14 mil MW de potência instalada, fornece cerca de 17% da energia consumida no Brasil e 75% no Paraguai. Sua maior produção anual foi estabelecida em 2016, com 103 068 366 de MWh. O recorde anterior ocorreu em 2013, com a geração de 98 630 035 de MWh.
Apesar de gerar menos do que em anos de recorde, Itaipu atingiu em 2014 o melhor índice de eficiência operacional dos 32 anos, com 99,3%. Na prática, isso significa que a operação da usina, que tem o objetivo de maximizar a utilização da água (energia disponível), atendendo as demandas dos sistemas elétricos brasileiro e paraguaio, teve quase zero de perdas. Ou seja, da água que poderia ser turbinada, quase nada foi vertido em 2014. Tudo o que chegou de água turbinável foi usado na produção de energia.

#### Produção anual
| Ano  | Número de unidades instaladas | GWh     |
| ---- | ----------------------------- | ------- |
| 1982 | 0                             | 0       |
| 1983 | 0                             | 0       |
| 1984 | 0–2                           | 277     |
| 1985 | 2–3                           | 6 327   |
| 1986 | 3–6                           | 21 853  |
| 1987 | 6–9                           | 35 807  |
| 1988 | 9–12                          | 38 508  |
| 1989 | 12–15                         | 47 230  |
| 1990 | 15–16                         | 53 090  |
| 1991 | 16–18                         | 57 517  |
| 1992 | 18                            | 52 268  |
| 1993 | 18                            | 59 997  |
| 1994 | 18                            | 69 394  |
| 1995 | 18                            | 77 212  |
| 1996 | 18                            | 81 654  |
| 1997 | 18                            | 89 237  |
| 1998 | 18                            | 87 845  |
| 1999 | 18                            | 90 001  |
| 2000 | 18                            | 93 428  |
| 2001 | 18                            | 79 307  |
| 2002 | 18                            | 82 914  |
| 2003 | 18                            | 89 151  |
| 2004 | 18                            | 89 911  |
| 2005 | 18                            | 87 971  |
| 2006 | 19                            | 92 690  |
| 2007 | 20                            | 90 620  |
| 2008 | 20                            | 94 685  |
| 2009 | 20                            | 91 651  |
| 2010 | 20                            | 85 970  |
| 2011 | 20                            | 92 245  |
| 2012 | 20                            | 98 287  |
| 2013 | 20                            | 98 630  |
| 2014 | 20                            | 87 795  |
| 2015 | 20                            | 89 215  |
| 2016 | 20                            | 103 098 |
| 2017 | 20                            | 96 387  |
| 2018 | 20                            | 96 585  |
| 2019 | 20                            | 79 445  |
| 2020 | 20                            | 76 382  |
| 2021 | 20                            | 66 369  |
| 2022 | 20                            | 69 873  |
| 2023 | 20                            | 83 879  |

### Sistema de transmissão
O sistema de transmissão de Itaipu conecta as três subestações situadas dentro da Central Hidrelétrica (duas subestações isoladas a gás, uma de 50 Hz e outra de 60 Hz, instaladas dentro da Casa de Máquinas, e uma convencional de 50 Hz na Margem Direita) com os Sistemas Interconectados paraguaio e brasileiro.

#### Subestações
- SE-ITAIPU 60 Hz (Subestação de Itaipu 60 Hz): 4 linhas de transmissão de 500 kV (com cerca de 10 km de extensão) transmitem toda a energia do setor de 60 Hz até a SE-Foz do Iguaçu 60 Hz (Subestação de Foz do Iguaçu 60 Hz), que eleva a tensão para 765 kV.
- SE-ITAIPU 50 Hz (Subestação de Itaipu 50 Hz): 4 linhas de transmissão de 500 kV (com cerca de 2 km de extensão) até a SE-MD 500 kV (Subestação da Margem Direita 500 kV).
- SE-MD (Subestação da Margem Direita): 4 linhas de transmissão de 500 kV (com cerca de 9 km de extensão) transmitem a revenda de energia do Paraguai para o Brasil (até a SE-Foz do Iguaçu 50 Hz - Subestação de Foz do Iguaçu 50 Hz). Para o sistema paraguaio, saem 2 linhas de transmissão de 220 kV até ES-ACARAY (Subestação de Acaray), 2 linhas de transmissão de 220 kV até ES-CYO (Subestação de Carayao) e mais 1 linha de transmissão de 500 kV (com cerca de 300 km) até ES-Villa Hayes (Subestação de Villa Hayes, em Assunção, capital do país).

#### Interligação com Sistema Brasileiro
O escoamento da energia de Itaipu para o sistema interligado brasileiro, a partir da subestação de Foz do Iguaçu no Paraná, é realizado por Furnas e Copel. A energia em 50 Hz utiliza o sistema de corrente contínua de Furnas (Elo CC) e a energia em 60 Hz utiliza o sistema de 765 kV de Furnas e o sistema de 525 kV da Copel. E o ONS (Operador Nacional do Sistema) é o responsável pela coordenação e controle da operação da transmissão.
- SE-Foz do Iguaçu 50 Hz: O pátio de corrente contínua (Corrente contínua em alta tensão), que recebe a energia em 50 Hz. Devido à incompatibilidade entre as frequências e as vantagens da transmissão em grandes distâncias, a energia é convertida através de circuitos retificadores para ±600 kV e transmitida por duas linhas até Ibiúna (São Paulo). Em Ibiúna, a energia é convertida para 60 Hz, interligando-se ao sistema do Sudeste.
- SE-Foz do Iguaçu 60 Hz: O pátio de corrente alternada, que recebe a energia em 60 Hz e eleva para 765 kV, saindo três linhas de transmissão. É o nível de tensão mais elevado existente no Brasil. As linhas seguem para as subestações de Ivaiporã (Paraná) e Itaberá (São Paulo), até chegarem à subestação Tijuco Preto que fica localizada no distrito de Quatinga em Mogi das Cruzes (São Paulo).

#### Interligação com Sistema Paraguaio
O escoamento da energia de Itaipu para o Paraguai é feito nas tensões de 500 kV e 220 kV a partir da subestação da Margem Direita para as subestações de Acaray, Carayao e Villa Hayes.

## Impacto

### Econômico

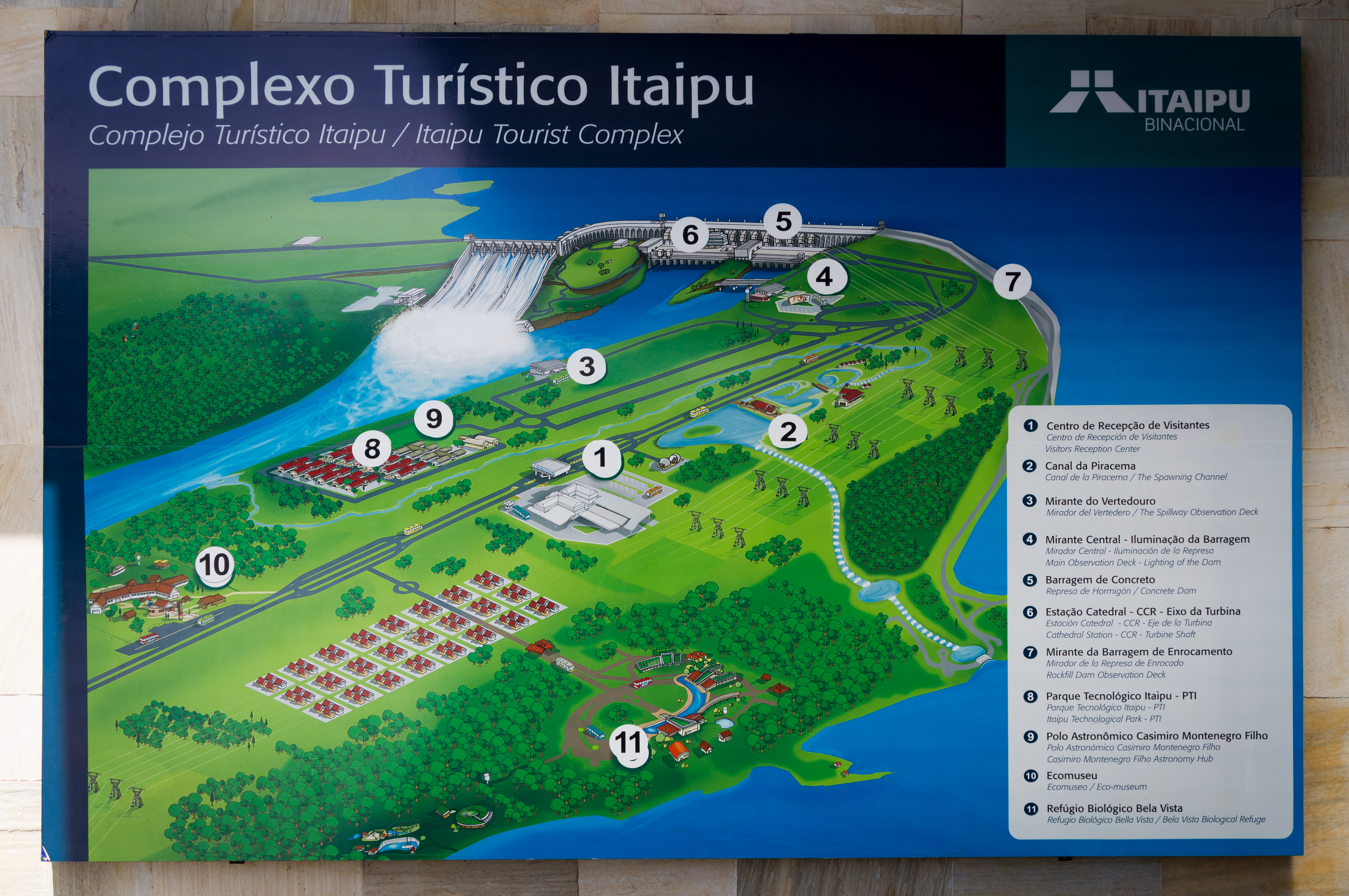
Mapa do complexo turístico de Itaipu.

Nos 170 km de extensão, entre Foz do Iguaçu e Guaíra, o Reservatório de Itaipu atinge áreas de 16 municípios brasileiros, dos quais 15 no estado do Paraná e um em Mato Grosso do Sul. Como compensação, Itaipu paga royalties a esses municípios, proporcionalmente à área de terra alagada. No Paraguai, os recursos dos royalties são repassados ao Ministério de Hacienda (Ministério da Fazenda), que já recebeu, desde 1985, mais de 4,5 bilhões de dólares. No Brasil, o Tesouro Nacional recebeu em royalties mais de 4,8 bilhões de dólares, sendo que a divisão, de acordo com a Lei dos Royalties em vigor desde 1991, é: 10% para órgãos federais; 45% da compensação repassada aos Estados e 45% aos municípios. Os royalties são aplicados na melhoria da qualidade de vida da população, nas áreas de educação, saúde, moradia e saneamento básico.
A grandiosidade da usina contribui para que Foz do Iguaçu seja mundialmente conhecido como um dos mais importantes destinos turísticos do Brasil. Desde que foi aberta à visitação, Itaipu já recebeu mais de 16 milhões de visitantes. Para receber os visitantes, o Complexo Turístico Itaipu oferece opções de visitas pelas áreas internas e externas da usina.

### Ambiental

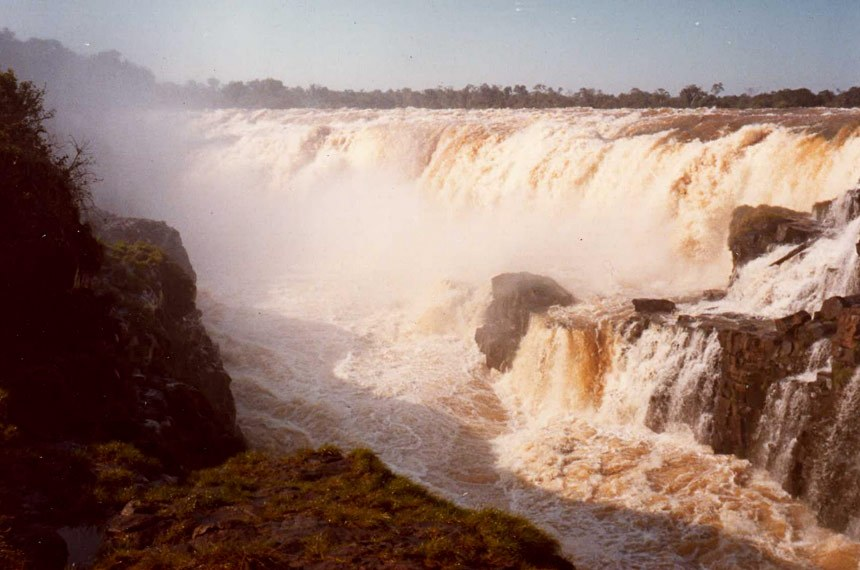
O Salto das Sete Quedas ficou submerso a partir de 1982, com a construção da hidrelétrica de Itaipu.

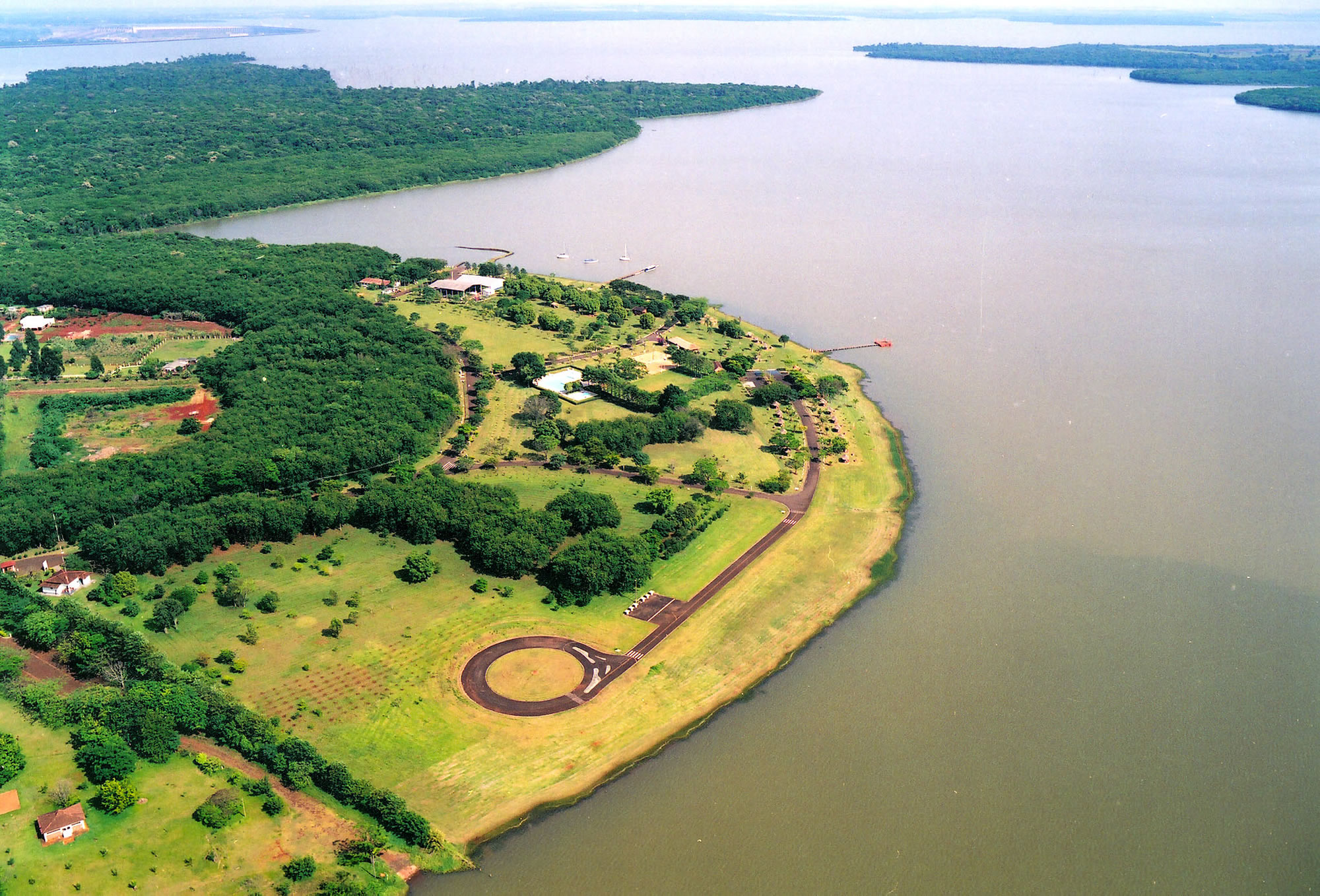
Lago formado pela construção de Itaipu.

Com o fechamento das eclusas da barragem de Itaipu, uma área de 1,5 mil km2 de florestas e terras agriculturáveis foi inundada. A cachoeira de Sete Quedas, uma das mais fascinantes formações naturais do planeta, desapareceu. Semanas antes do preenchimento do reservatório, foi realizada uma operação de salvamento dos animais selvagens, denominada Mymba kuera (que em guarani quer dizer "pega-bicho"). Equipes de voluntários conseguiram capturar mais de 4,5 mil bichos, entre macacos, lagartos, porcos-espinhos, roedores, aranhas, tartarugas e diversas espécies. Esses animais foram levados para as regiões vizinhas protegidas da água. No total, mais de 35 mil animais que viviam na área a ser inundada pelo lago precisaram ser removidos.
O município de Guaíra foi o mais afetado devido à perda das Sete Quedas, um dos pontos turísticos mais conhecidos do país na época e responsável por parte importante da receita local. A construção do lago de Itaipu inundou o salto em 1982. A cidade recebeu 80 milhões de dólares a título de compensação financeira entre 1985 e maio de 2016, mas alega que o ressarcimento não foi condizente ao prejuízo causado.

### Social

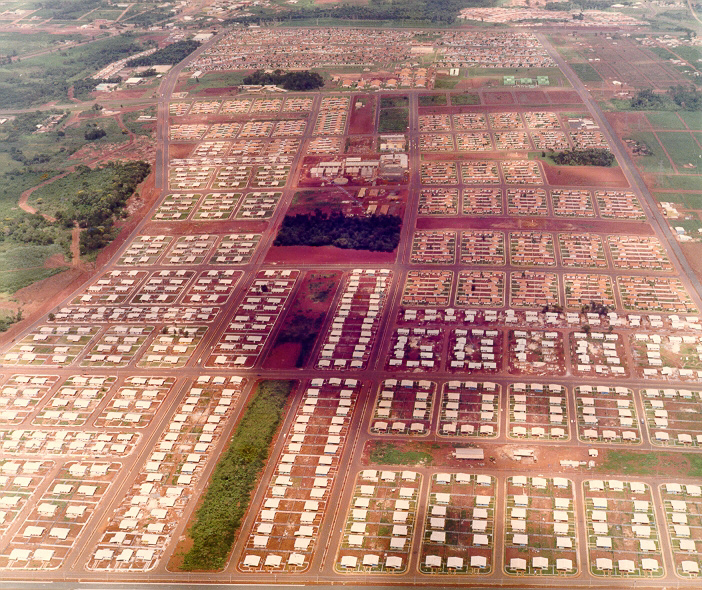
Vila A, bairro de Foz do Iguaçu criado para abrigar os trabalhadores da usina.

Durante a instalação da Itaipu, foi necessária a desapropriação de 42 444 pessoas, das quais 38 440 eram trabalhadore(a)s do campo, o que gerou inúmeros problemas sociais. Parte dessas famílias viviam às margens do Rio Paraná e foram desalojadas, a fim de abrir caminho para a represa. Algumas se refugiaram na cidade de Medianeira, uma cidade não muito longe da confluência dos rios Iguaçu e Paraná. Algumas dessas famílias vieram, eventualmente, a ser membros de um dos maiores movimentos sociais do Brasil, o Movimento dos Trabalhadores Rurais Sem Terra.
O espelho d'água da usina alagou diversas propriedades de moradores do extremo oeste do Estado do Paraná. As indenizações foram suficientes para que os agricultores comprassem novas terras no Brasil. Sendo as terras no Paraguai mais baratas, milhares emigraram para esse país, criando o fenômeno social dos brasiguaios - brasileiros e seus familiares que residem em terras paraguaias na fronteira com o Brasil.
Segundo um relatório produzido ao longo de três anos pela Procuradoria Geral da República, a construção da usina hidrelétrica gerou graves violações de direitos dos povos indígenas, com adulteração de procedimentos para subestimar o número de índios que habitavam a região. Para criar o lago artificial, por exemplo, a obra inundou cerca de 135 mil hectares e transferiu 40 mil pessoas entre índios e não índios no Paraná. Na área afetada estavam diversos territórios considerados sagrados pelos índios guaranis, como os Salto de Sete Quedas.
O estudo concluiu que apenas uma pequena parcela da comunidade indígena de Ocoy foi reconhecida como indígena pela Funai, na época gerida por um general do Exército, e depois reassentada "em condições piores do que as que enfrentava antes". "Todas as demais localidades existentes entre Foz do Iguaçu e Guaíra foram completamente ignoradas e as famílias indígenas que nelas viviam foram tratadas como posseiros e invasores (porque não tinha documentos das terras), sendo delas expulsas sem nenhum ressarcimento", diz o relatório organizado pelos procuradores da República Gustavo Kenner, João Akira Omoto, Julio José Araujo Junior e pela antropóloga Luciana Maria de Moura Ramos, nomeada analista pericial da PGR.